# Markus Pajur
Markus Pajur (Kiili, 23 september 2000) is een Estisch veldrijder en wegwielrenner. Anno 2024 rijdt hij bij de wielerploeg EC Saint-Etienne Loire die actief is op amateurniveau.

## Palmares
2017
 Estisch kampioen mountainbike, junioren

### Veldrijden
2017
 Estisch kampioen veldrijden, junioren
2018
 Estisch kampioen veldrijden, junioren
2019
 Estisch kampioen veldrijden
2023
 Estisch kampioen veldrijden

#### Resultatentabel elite
| Seizoen |    | WK | EK | PK |    | Klassementen | Klassementen | Klassementen | Klassementen | Klassementen |       | UCI- ranking |  | Podia | Podia | Podia | Aantal crossen |
| Seizoen | WB | WK | EK | PK | SP | Trofee       | TOI          | Swiss        | Goud         | Zilver       | Brons | UCI- ranking |  |       |       |       | Aantal crossen |
| ------- | -- | -- | -- | -- | -- | ------------ | ------------ | ------------ | ------------ | ------------ | ----- | ------------ |  | ----- | ----- | ----- | -------------- |
| 2024-25 |    |    |    |    |    |              |              |              |              |              |       |              |  | -     | 1     | -     | 1              |
| Totaal  |    | –  | –  | -  |    | –            | –            | –            | –            | –            |       | –            |  | -     | -     | -     | 1              |

#### Podiumplaatsen elite
| Legenda                       |
| ----------------------------- |
| Wereldkampioenschappen        |
| Continentale kampioenschappen |
| Nationale kampioenschappen    |
| Wereldbeker                   |
| Superprestige                 |
| Trofee                        |
| Overige veldritten            |

| Nr.           | Seizoen       | Datum           | Veldrit                              | Cat.          | Wedstrijdserie                |               |
| Overwinningen | Overwinningen | Overwinningen   | Overwinningen                        | Overwinningen | Overwinningen                 | Overwinningen |
| ------------- | ------------- | --------------- | ------------------------------------ | ------------- | ----------------------------- | ------------- |
|               |               |                 |                                      |               |                               |               |
| 2e plaatsen   |               |                 |                                      |               |                               |               |
| 1.            | 2024-2025     | 26 oktober 2024 | Ests Kampioenschap Veldrijden, Tartu | CN            | Ests Kampioenschap Veldrijden | [ 1 ]         |
| 3e plaatsen   |               |                 |                                      |               |                               |               |

## Resultaten in voornaamste wedstrijden
|      | \| Jaar \| Ronde van Vlaanderen \| \| WK op de weg \| \| ---- \| -------------------- \| \| ------------ \| \| 2022 \| 94e \| \| \| \| 2023 \| \| \| \| \| 2024 \| \| \| opgave \| |  |              |
| Jaar | Ronde van Vlaanderen |  | WK op de weg |
| 2022 | 94e |  |              |
| 2023 | |  |              |
| 2024 | |  | opgave       |

## Ploegen
- 2020 –  Tartu 2024-Balticchaincycling.com
- 2021 –  Arkéa-Samsic
- 2022 –  Arkéa-Samsic
- 2023 –  Tartu2024 Cycling Team
- 2024 –  EC Saint-Etienne Loire

Anacona · Barguil · Barré (vanaf 1/8) · Bouet · Bouhanni · Capiot · Declercq · Delaplace · Edet · Flórez · Gesbert · Grondin · Guernalec · Guglielmi · Hardy · Hofstetter · Ledanois · Louvel · McLay · Noppe · Owsian · Pajur · Pichon · D. Quintana · N. Quintana · Ries · Riou · Russo · Swift · Vauquelin · Verre · Clynhens (stagiair) · Costiou (stagiair) · Thierry (stagiair)